# جوستينيانا بريما
جوستينيانا بريما (لغة لاتينية: Iustiniana Prima، (بالصربية: Јустинијана Прима)‏/Justinijana Prima أو Царичин Град/Caričin Grad) كانت مدينة بيزنطية كانت موجودة من 535 إلى 615، وهي حاليا موقعًا أثريًا بالقرب من ليبان اليوم، مقاطعة يسكوفاتش في جنوب صربيا. وقد أسسها الإمبراطور جستنيان الأول وشغل منصب مقر الأسقفية التي كانت تتمتع بسلطة منطقة البلقان الوسطى.

## روابط خارجية
- Caričin Grad – Iustiniana Prima, archaeological site - UNESCO
- 3-D animation Justiniana Prima
- Justiniana Prima on YouTube
- Zooarchaeology: Bones of Camel Discovered at site of Caričin Grad - Justiniana Prima (In Serbian) on YouTube

Coordinates: 42°57′11.69″N 21°40′11.90″E / 42.9532472°N 21.6699722°E